# المرحاض (نعمان)

تعديل مصدري - تعديل

المرحاض هي إحدى قرى عزلة المرحاض بمديرية نعمان التابعة لمحافظة البيضاء، بلغ تعداد سكانها 313 نسمة حسب تعداد اليمن لعام 2004.